# Ararat (bebida)
Ararat é um brandy da Armênia que tem sido produzido pela Yerevan Brandy Company desde 1887. É feito a partir de uvas brancas e água nascente, de acordo com o método tradicional.
Os Brandies Comuns (Ordinary Brandies) são envelhecidos por 3, 4, 5, ou 6 anos, e possuem um sabor leve das uvas brancas selecionadas. Os Brandies Envelhecidos (Aged Brandies) de 10, 15, 18, e 20 anos possuem, cada um, sabor diferenciado e uma cor dourada escura.
O aroma distinto e o bouquet rico destes brandies permitiram à Yerevan Brandy Company um certo sucesso em exibições internacionais. Ararat Brandy não é apenas popular na Armênia, mas em muitos países da extinta URSS, como na Rússia (onde é conhecido pelo nome de Armjanskij Konjak), Geórgia, Ucrânia e Bielorrússia. Nos países de fala russa o Armenian Brandy é vendido como conhaque. Isto acontece, pois em 1900 o brandy ganhou o Grande Prêmio em Paris e a boa impressão causada nos franceses permitiu que se referissem ao produto como "cognac". O termo "brandy" nunca compreendeu totalmente o que é a bebida, que é "vinho do estilo cognac" .

## Garrafas
- Ararat 3
- Ararat 4
- Ararat 5
- Ani
- Otborny
- Akhtamar
- Hobelianakan
- Armenia
- Tonakan (15 anos)
- Vaspourakan (18 anos - atualmente fora de produção)
- Nairi (20 anos)